# Вейд (Північна Кароліна)
Вейд (англ. Wade) — місто (англ. town) в США, в окрузі Камберленд штату Північна Кароліна. Населення — 638 осіб (2020).

## Географія
Вейд розташований за координатами 35°9′48″ пн. ш. 78°44′14″ зх. д. / 35.16333° пн. ш. 78.73722° зх. д. (35.163201, -78.737189).  За даними Бюро перепису населення США в 2010 році місто мало площу 4,65 км², з яких 4,62 км² — суходіл та 0,02 км² — водойми.

## Демографія
Згідно з переписом 2010 року, у місті мешкало 556 осіб у 225 домогосподарствах у складі 153 родин. Густота населення становила 120 осіб/км².  Було 258 помешкань (55/км²).
Расовий склад населення:
| - 74,6 % — білих - 20,9 % — чорних або афроамериканців - 1,3 % — азіатів - 0,7 % — корінних американців |

До двох чи більше рас належало 2,3 %. Частка іспаномовних становила 3,2 % від усіх жителів.
За віковим діапазоном населення розподілялося таким чином: 23,6 % — особи молодші 18 років, 60,9 % — особи у віці 18—64 років, 15,5 % — особи у віці 65 років та старші. Медіана віку мешканця становила 42,0 року. На 100 осіб жіночої статі у місті припадало 89,1 чоловіків;  на 100 жінок у віці від 18 років та старших — 81,6 чоловіків також старших 18 років.
Середній дохід на одне домашнє господарство  становив 48 281 долар США (медіана — 40 625), а середній дохід на одну сім'ю — 58 027 доларів (медіана — 42 045). Медіана доходів становила 50 125 доларів для чоловіків та 45 125 доларів для жінок. За межею бідності перебувало 16,7 % осіб, у тому числі 12,4 % дітей у віці до 18 років та 37,5 % осіб у віці 65 років та старших.
Цивільне працевлаштоване населення становило 186 осіб. Основні галузі зайнятості: освіта, охорона здоров'я та соціальна допомога — 25,3 %, транспорт — 13,4 %, будівництво — 11,8 %.